# LA 리치걸
《LA 리치 걸》(영어: Rich Girl)은 미국에서 제작된 조엘 벤더 감독의 1991년 로맨틱 드라마 영화이다. 질 숄런 등이 출연하였다.

## 출연진
- 질 숄런
- 돈 마이클 폴
- 숀 케이넌
- 폴 글리슨
- 론 캐러배초스
- 체리 커리
- 윌리 딕슨
- 앤 길레스피
- 벤틀리 미첨
- 척 코트니
- 크리스토퍼 도일
- 래리 겔먼
- 신시아 기어리

## 기타 제작진
- 라인 제작: 허브 린지
- 의상: 로버트 맥도널드, 페리 벌링턴